# Armoriale delle famiglie italiane (Ali-Alz)
Questo è l'armoriale delle famiglie italiane il cui cognome inizia con le lettere che vanno da Ali ad Alz.

## Armi

### Ali
| Stemma | Casato e blasonatura |
| ------ | --- |
|        | Alias (Sicilia) d'azzurro, al leone d'oro, tenente in ciascuna delle zampe anteriori mezzo volo spiegato dello stesso (citato in Mango) d'azzurro con un leone d'oro, che tiene nelle zampe anteriori due ali pur d'oro (citato in NBSC) (Cenno storico in Famiglie nobili di Sicilia (archiviato dall'url originale il 5 marzo 2016).) |
|        | Aliberti (Torino, Saluzzo) Titolo: Signore di Beinasco d'azzurro, a 4 catene d'argento, moventi dagli angoli dello scudo, legate in cuore da un anello d'oro (citato in SPRE – Vol. I pag. 357 e in SUBL) croce di Sant'Andrea formata da 4 catene di argento uscenti dagli angoli dello scudo legate in cuore ad un anello di oro su azzurro (citato in LEOM) Motto: Si me fata vocant |
|        | Aliberti (Piobesi) D'azzurro, a quattro catene d'argento, moventi dagli angoli dello scudo, legate nel cuore a un anello d'oro (citato in SUBL) Motto: Non bene pro toto libertas venditur auro |
|        | Aliberti (Napoletano) d'azzurro a quattro catene d'oro moventi dagli angoli dello scudo ed unite in cuore da un anello dello stesso (citato in STVS) |
|        | Aliberti-Balegno (Racconigi) Titolo: consignori di Carpeneta D'azzurro a quattro catene, legate in cuore a un anello, il tutto d'oro Motto: Sic vivam - Me nulla catena moratur - Me nulla pericula tenent (citato in SUBL) |
|        | Aliberto (Firenze) D'argento, al corvo sorante di nero (immagine di ASFI in archiviodistato.firenze.it, https://web.archive.org/web/20150923173345/http://www.archiviodistato.firenze.it/ceramellipapiani2/index.php?page=Famiglia&id=128 (archiviato dall'url originale il 23 settembre 2015).) (citato in ASFI) |
|        | Alibrandi (Civitavecchia, Roma) d'azzurro ad una spada posta in palo, con la punta in alto, fra due semivoli, il tutto d'argento (citato in SPRE – Vol. IX pag. 202) spada in palo punta in alto tra 2 ali tutto di argento su azzurro (citato in LEOM) |
|        | Alibrandi (Sicilia) d'azzurro, al destrochiero armato d'argento, alato d'un volo spiegato d'oro, la mano di carnagione, impugnante la spada d'argento, guarnita d'oro, alta in palo (citato in Mango) |
|        | Alibrio (Sicilia) diviso; nel 1 ° d'azzurro con tre monti d'oro sormontati da tre stelle dell'istesso metallo, allineate in fascia, e nel 2° campo rosso con un'ala d'argento accompagnata da due leoni di oro (citato in NBSC) (Cenno storico in Famiglie nobili di Sicilia (archiviato dall'url originale il 5 marzo 2016).) |
|        | Alidosi o Alidossi o Alidosj (Imola) d'oro, all'aquila spiegata di verde, caricata nel cuore di un giglio del campo, e accollata d'una corona antica dello stesso (citato in CROL – pag. 14 e in GUCA - pag. 9 e in MONT - pag. 95) D'oro all'aquila spiegata di verde accollata di una corona d'oro e caricata nel cuore d'un giglio del medesimo (citato in DAlena) |
|        | Alidosi (Forlì) D'oro all'aquila spiegata di verde accollata di una corona d'oro e caricata nel cuore d'un giglio del medesimo (Immagine nella Raccolta stemmi Trippini (JPG).) |
|        | Alidosi (Cesena) (la blasonatura non è stata ancora caricata) (citato in BLCW) Immagine in Blasone Cesenate. |
|        | Alidosi (Firenze, Siena) D'oro, all'aquila dal volo abbassato di verde, rostrata e membrata di rosso, accollata da una corona radiata del campo e caricata nel cuore da un giglio dello stesso (immagine di ASFI in archiviodistato.firenze.it, https://web.archive.org/web/20150923173351/http://www.archiviodistato.firenze.it/ceramellipapiani2/index.php?page=Famiglia&id=129 (archiviato dall'url originale il 23 settembre 2015).) (citato in ASFI) (DE) In Gold 1 golden halsgekrönter rotbewehrter grüner Adler, belegt mit 1 goldenen Lilie (citato in KHIF) |
|        | Alidosi (la blasonatura non è stata ancora caricata) (citato in UNFE) Immagine nella Biblioteca Estense Universitaria (id. 394). |
|        | Alidosi (Roma, Toscana) (la blasonatura non è stata ancora caricata) (citato in UNFE) Immagine nella Biblioteca Estense Universitaria (id. 2733). |
|        | Alidossi (Imola) Grifone (citato in DAlena) |
|        | Alifa (Messina) (la blasonatura non è stata ancora caricata) (citato in DAlena) |
|        | Alifi o Galifi (Messina, Palermo) Titolo: barone d'oro all'elefante di nero passante da sinistra, il sole di rosso nell'angolo destro del capo (citato in PRTS) alias d'oro con un elefante nero ed un sole d'oro nel canton destro del capo (citato in NBSC) (Cenno storico in Famiglie nobili di Sicilia (archiviato dall'url originale il 5 marzo 2016).) |
|        | Alifi o Alifia o Galifi (Sicilia) d'oro, all'elefante di nero, fermo e guardante i raggi della luna d'argento, orizzontale a destra (citato in Mango) |
|        | Aligeri (Rieti) Titolo: Patrizio di Rieti di rosso calzato d'oro al monte di tre cime, uscente dalla punta e sostenente una colonna coronata d'argento; con due semivoli di nero, destro e sinistro, moventi in fascia dalla base della colonna (citato in SPRE – Vol. IX pag. 203) colonna coronata di argento alata di nero alla base su monte a 3 cime di verde su rosso - calzato di oro (citato in LEOM) |
|        | Alighieri (Firenze) Partito d'oro e di nero, alla fascia attraversante d'argento (immagine di ASFI in archiviodistato.firenze.it, https://web.archive.org/web/20151006212637/http://www.archiviodistato.firenze.it/ceramellipapiani2/index.php?page=Famiglia&id=130 (archiviato dall'url originale il 6 ottobre 2015).) (citato in ASFI) (DE) Gold-schwarz gespalten und überdeckt von 1 silbernen Balken (citato in KHIF) alias D'azzurro, al semivolo levato d'oro (citato in ASFI) (Immagine nella Raccolta stemmi Trippini (JPG).) |
|        | Alimena (Cosenza) d'oro, al leone di rosso; alla banda attraversante d'oro, caricata di 7 teste d'idra di verde (citato in GUCA – pag. 306 e in DAlena) |
|        | Alimena (Montalto Uffugo) Titolo: Marchese di Crucoli, Marchese di Episcopia di azzurro al leone d'oro linguato di rosso con la banda di rosso caricata da sette teste d'idra di nero cucite attraversante sul tutto Motto: Herculis labor (citato in SPRE – Vol. I pag. 357 e Vol. IX pag. 203) 7 teste di idra di nero su banda di rosso su - leone rampante di oro su azzurro (citato in LEOM) |
|        | Alimena (Cosenza) D'azzurro al leone d'oro, con la banda di rosso, caricata di sette teste d'idra d'oro, attraversante sul tutto (citato in DAlena e in BLCL) |
|        | Alimena (Cosenza, Montalto, Samamrtino, Amantea) Titolo: duchi di Castrofilippo; marchese di Sammartino, Alimena, Trentola, Realmonte; signore di Pellizzera e Bulgara, patrizio cosentino d'azzurro al leone d'oro, alla banda di rosso caricata da sette teste di idra d'argento attraversante il tutto Motto: Herculis labor (citato in PRTS) |
|        | Alimena (Sicilia) d'azzurro, al leone d'oro e la banda di rosso, caricata da sette teste di idra attraversante; allo scudetto d'oro, caricato dalla parola CHARITAS di nero, nel capo (citato in Mango) |
|        | Alimonda (Trieste) Titolo: Nobile dell'I. A. col predicato di Manntreu inquartato: al 1º d'argento alla croce di rosso; al 2º d'azzurro al veliero sul mare a due alberi, a vele spiegati, cimati da due bandiere di rosso alla fascia d'argento; nel 3º d'azzurro alla campagna terrosa, sostenente un torrione aperto di nero e finestrato di 6 (3, 2, 1), merlato di due, torricellato e finestrato di 3 (2,1), sulla torricella una vedetta finestrata di uno; a sinistra un leone al naturale appoggiato con tre zampe al torrione; al 4º di oro alla banda d'argento cucita orlata di rosso e caricata di una croce latina, una ancora e una alabarda, una sopra l'altra (citato in SPRE – Vol. I pag. 357 e Vol. IX pag. 203) croce scorciata di rosso su argento - veliero (2alberi) vele spiegate banderuolato di rosso su mare su azzurro - torrione (2palchi) cimato da una torretta chiusa al naturale su terrazzo di verde su azzurro - leone rampante al naturale contro la torre su azzurro - croce latina ancora e lancia di nero su banda di argento bordata di rosso nel verso della banda su oro (citato in LEOM) Cimiero: il leone alato d'oro, nascente, linguato di rosso Motto: Vivite fideles |
|        | Alinari (Toscana) (DE) Unter rotem Schildhaupt, darin 1 gefülltes goldenes Schlüsselringkreuz, in Blau 3 schwebende goldene Sechsberge, 2:1 gestellt und überhöht von 1 vierlätzigen ... (citato in KHIF) |
|        | Alinei o Allinei o Allney (Piasco, Dronero, Francia) Titolo: conte di Elva, Pistolesa D'azzurro al crescente d'argento, sormontato da tre stelle d'oro mal ordinate (citato in SUBL) d'azzurro alla mezzaluna d'argento, crescente, sormontata da tre stelle d'oro, male ordinate (citato in ARCN) un campo azzurro con tre stelle d'oro 1 e 2 nel capo, e crescente d'argento in punta (citato in ARCN) Cimiero: una stella d'oro Motto: Elata refulget |
|        | Alinich (Dalmazia, Croazia, Bosnia) (la blasonatura non è stata ancora caricata) (citato in UNFE) Immagine nella Biblioteca Estense Universitaria (id. 2450). |
|        | Aliotti (Arezzo) di rosso alla fascia doppiomerlata d'oro (immagine di ASFI in archiviodistato.firenze.it, https://web.archive.org/web/20150923173406/http://www.archiviodistato.firenze.it/ceramellipapiani2/index.php?page=Famiglia&id=131 (archiviato dall'url originale il 23 settembre 2015).) (citato in SPRE – Vol. I pag. 358 e in ASFI) fascia doppiomerlata di oro su rosso (citato in LEOM) |
|        | Aliotti (Smirne, Roma, Parigi, Arezzo) partito: nel 1º fasciato ondato d'azzurro e d'oro; nel 2º di rosso pieno (citato in SPRE – Vol. I pag. 358 e Vol. IX pag. 204) fasciato ondato di azzurro e di oro - rosso pieno (citato in LEOM) |
|        | Aliotti (Smirne, Roma) partito di rosso e d'azzurro al leone d'oro attraversante, con la testa rivoltata, armato d'argento e lampassato di rosso (citato in SPRE – Vol. I pag. 358 e Vol. IX pag. 204) leone rampante testa rivolta di oro su partito di rosso e di azzurro (citato in LEOM) Cercine e svolazzi: di rosso, d'oro e d'azzurro |
|        | Aliotti (Arezzo, Smirne) d'argento alla fascia di azzurro carica di tre stelle del campo, accompagnata in capo da cinque dadi di nero, 3 e 2, marcati d'oro ordinatamente con 2. 3. 4. 5. 6. punti ed in punta da una croce ancorata di rosso (citato in SPRE – Vol. IX pag. 204) 3 stelle (5 raggi) di argento su fascia di azzurro su argento - 5 dadi di nero marcati di oro di 2 3 4 5 6 punti posti in doppia fascia - croce ancorata di rosso in basso su argento (citato in LEOM) Cimiero: tre penne di struzzo: rossa, bianca e verde Motto: Extra aleam positus |
|        | Aliotti (Firenze, Prato) D'azzurro, al braccio destro alato, impugnante un martello, il tutto d'argento; con il capo cucito d'Angiò (immagine di ASFI in archiviodistato.firenze.it, https://web.archive.org/web/20150923173412/http://www.archiviodistato.firenze.it/ceramellipapiani2/index.php?page=Famiglia&id=132 (archiviato dall'url originale il 23 settembre 2015).) (citato in ASFI) |
|        | Aliotti (Firenze) Di..., al semivolo levato di... (immagine di ASFI in archiviodistato.firenze.it, https://web.archive.org/web/20150923173413/http://www.archiviodistato.firenze.it/ceramellipapiani2/index.php?page=Famiglia&id=133 (archiviato dall'url originale il 23 settembre 2015).) (citato in ASFI) |
|        | Aliotti (Prato) Losangato in sbarra d'oro e d'azzurro (citato in ASFI) |
|        | Aliotti (Bologna) Grifone (citato in DALE') |
|        | Aliotti (Toscana) (DE) Gold-silber gespalten, links 3 goldene Wellenbalken (citato in KHIF) |
|        | Aliotti (Toscana) (DE) Silber-silber? gespalten, links 1 roter Schrägbalken (citato in KHIF) |
|        | Aliotti (Toscana) (DE) Silber-rot gespalten, links 1 silberner Schräglinksbalken (citato in KHIF) |
|        | Aliotti del Medico (Firenze, Prato) Partito: nel 1º fasciato increspato d'oro e d'azzurro (o d'argento e d'azzurro); nel 2º di rosso pieno (immagine di ASFI in archiviodistato.firenze.it, https://web.archive.org/web/20150923173415/http://www.archiviodistato.firenze.it/ceramellipapiani2/index.php?page=Famiglia&id=135 (archiviato dall'url originale il 23 settembre 2015).) (citato in ASFI) |
|        | Aliotti Visdomini (Firenze) D'oro, al leone di nero, caricato dello scudetto di..., sovraccaricato di... (citato in ASFI) |
|        | Alipatti o Alipachi (Aquileia, Venezia) (la blasonatura non è stata ancora caricata) (citato in UNFE) Immagine nella Biblioteca Estense Universitaria (id. 5663). |
|        | Alipatto (Veneto) (d'azzurro, allal banda d'oro accompagnata da due rose dello stesso, una in capo e una in punta) (citato in STBV) (immagine dello Stemmario reale di Baviera.) |
|        | Alippi d'azzurro al volo d'argento sormontato da una cometa d'oro in palo (citato in SPRE – Vol. III pag. 52) |
|        | Aliprandi (Milano) grembiato di otto pezzi di rosso e d'argento, al bisante d'oro, posto in cuore, carico di un'aquila di nero, coronata del campo e linguata di rosso.. |
|        | Aliprandi (Lombardia) Grembiato di rosso e d'argento, al besante d'oro, carico di un'aquila di nero alias Grembiato di rosso e d'argento, al besante d'oro, carico di un'aquila di nero alias Grembiato di rosso e d'argento, alla rondella d'azzurro, carica di una torre d'oro, aperta del campo (citato in SUBL) |
|        | Aliprandi (Milano, Cremona) Grembiato di rosso e d'oro (citato in BLCR) Immagine in Blasonario Cremonese (archiviato dall'url originale il 2 marzo 2017). (Immagine nella Raccolta stemmi Trippini (JPG).) |
|        | Aliprandi (Torino) Grembiato di rosso e d'oro (citato in SUBL) |
|        | Aliprandi e Aliprandi di Nocciano (Penne) Titolo: barone, nobile di Penne col predicato di Nocciano grembiato di oro e di rosso, con lo scudetto d'oro all'aquila di nero col volo abbassato (citato in SPRE – Vol. I pag. 358 e in PRTS) aquila ali abbassate di nero su scudetto di oro su - grembiato di oro e di rosso (8 pezzi) (citato in LEOM) alias grambiato d'argento e di rosso con lo scudetto all'aquila di nero col volo abbassato (citato in PRTS) Alias: Grambiato di rosso e d'argento sul tutto d'oro, all'aquila di nero coronata d'oro (citato in CNDD) |
|        | Aliprandi (Abruzzo) Grembiato di rosso e d'oro allo scudetto in cuore d'oro carico di un'aquila di nero (citato in DAlena) |
|        | Aliprandi (Napoletano) (la blasonatura non è stata ancora caricata) (grembiato di rosso e d'argento, sul tutto rotondo d'oro carico di un'aquila dal volo abbassato di nero, linguata e armata di rosso) (citato in NBNA) |
|        | Aliprandis (la blasonatura non è stata ancora caricata) (citato in DAlena) |
|        | Alisei o Alingeri o Alisei Alingeri (Toscana) (DE) Unter blau-silber gerautetem Schildhaupt, rot-blau gespalten und überdeckt von 1 silbernen Balken (citato in KHIF) |
|        | Alitto o De Letto (Abruzzo) Partito inchiavato d'argento e di rosso (citato in DAlena) |
|        | Alitto o d'Alitto (Diano-Teggiano) (interzato in fascia, nel primo d'argento ai due semivoli di nero, nel secondo di rosso caricata di tre stelle d'oro di sei raggi ordinate in fascia, nel terzo di argento al semivolo di nero,) (citato in NBNA e MTFL) |
|        | Alitto (Tropea) interzato in fascia nel primo d'argento a mezzo volo spiegato di rosso, nel secondo di rosso a tre stelle d'oro di sei raggi, ordinate in fascia, nel terzo d'azzurro a due mezzi voli spiegati d'argento ordinati in fascia (citato in BLCL) Immagine in Tropea Magazine. |

### All
| Stemma                 | Casato e blasonatura |
| ---------------------- | --- |
|                        | Allamand o Allemandi (Valle di Susa, Barcellonetta) Titolo: signori di Chianocco, S. Didero; consignori di S. Giorio D'azzurro, sparso di gigli d'argento posti in sbarra, con la banda del medesimo attraversante Motto: Germane (citato in SUBL) |
|                        | Allamanno (Vercelli) D'azzurro, all'aquila d'argento (citato in SUBL) |
|                        | Allario (Vercelli) Scaccato d'argento e di rosso, con il capo d'argento, a due tronchi d'albero di rosso, recisi e posti in decusse Motto: Per ben servire (citato in SUBL) |
|                        | Allegra o Gallegra (Sicilia) Titolo: barone d'oro con un leone di rosso che tiene con le zampe anteriori un mazzetto di rose e di viole. Corona di barone (citato in NBSC) (Cenno storico in Famiglie nobili di Sicilia (archiviato dall'url originale il 7 aprile 2017).) |
|                        | Allegra di Palermo (Sicilia) d'azzurro, alla fascia centrata d'oro, accompagnata in capo da tre rose d'oro situate in fascia, ed in punta da un giglio d'argento (citato in Mango) azzurro con una fascia d'oro accompagnata in capo da tre rose d'oro situate in fascia ed un giglio d'argento situato in punta (citato in NBSC) (Cenno storico in Famiglie nobili di Sicilia (archiviato dall'url originale il 7 aprile 2017).) |
|                        | Allegra o Gallegra (Roma, Genova, Termini Imerese, Palermo, Polizzi, Mistretta) Titolo: nobile, baroni di San Giuseppe d'azzurro, alla banda scaccata d'oro e di verde di due file (citato in (4) – Vol. III pag. 327, in (5), in (19) e in ) d'azzurro, con una banda di due file a scacchi d'oro e di verde (citato in (25)) banda scaccata (2file) di oro e di verde su azzurro (citato in LEOM) alias d'azzurro, troncato con un filetto di nero; sopra: alla torre d'oro, aperta e finestrata di nero a cinque merli; sotto; alla banda scaccata di due file d'oro e di verde (citato in (4) – Vol. III pag. 327, in (19) e in (25)) filetto in fascia di nero su azzurro - torre merlata di 5 pezzi alla guelfa di oro uscente dal filetto aperta e finestrata di nero su azzurro - banda scaccata (2file) di oro e di verde su azzurro in basso (citato in LEOM) alias troncato: nel 1º d'azzurro, alla torre merlata d'oro, aperta e finestrata di nero; nel 2º d'azzurro, alla banda scaccata di due file di verde e di oro, accompagnata in capo da tre bisanti d'oro, 2 e 1 (citato in (4) – Vol. III pag. 327 e in (19)) torre merlata alla guelfa di oro uscente dalla partizione aperta e finestrata di nero su azzurro - banda scaccata (2file) di verde e di oro su azzurro - 3 palle di oro poste 2,1 in alto a destra su azzurro (citato in LEOM) |
|                        | Allegretti (Firenze) di rosso a due bande d'oro (citato in SPRE – Vol. I pag. 359) 2 bande di oro su rosso (citato in LEOM) |
|                        | Allegretti (Siena, Pescia) Di rosso, alla gemella in banda d'oro (citato in ASFIe in MONT - pag. 134) alias Troncato: nel 1º di rosso, alla gemella in banda d'oro; nel 2º semitroncato-partito: a/ d'argento, alla mano alata di carnagione, posta in fascia e indicante verso destra, b/ di rosso, al ramo di olivo al naturale posto in banda, c/ di rosso, al castello torricellato di tre pezzi al naturale, fondato sulla campagna di verde (citato in ASFI) |
|                        | Allegretti (Forlì) d'azzurro, al cuore d'oro (citato in GUCA – pag. 220, in MONT - pag. 122 e in DAlena) |
|                        | Allegretti (Cesena) (la blasonatura non è stata ancora caricata) (citato in BLCW) Immagine in Blasone Cesenate. |
|                        | Allegri (Firenze) Partito di rosso e d'azzurro, alla fascia attraversante d'argento (citato in ASFI) |
|                        | Allegri (Firenze) D'azzurro, al palo d'argento, e a tre uccelli fermi (o volanti) d'oro, ordinati in banda e attraversanti sul tutto (citato in ASFI) |
|                        | Allegri (Firenze) Troncato in scaglione d'oro e d'azzurro, a due gigli del secondo nel primo e alla stella a otto punte del primo nel secondo (citato in ASFI) |
|                        | Allegri (Pistoia, Firenze) D'oro, a tre colonne di rosso, la base e il capitello d'azzurro, fondate sulla campagna di verde e sostenenti due archi di rosso, coperti da una volta d'azzurro (citato in ASFI) |
|                        | Allegri (Treviso) Giglio (citato in DAlena) |
|                        | Allegri Di rosso a due spade di ferro poste in croce di S. Andrea accollate ad un'ancora in palo dello stesso (citato in DAlena) |
|                        | Allegri (Asolo) D'argento alla fascia di rosso accompagnata da tre gigli dello stesso due in capo ed uno in punta (citato in DAlena) |
|                        | Allegri (Toscana) (DE) In Blau 1 silberner Pfahl, belegt mit 1 schreitenden blauen Vogel und beidseitig begleitet von je 1 schreitenden silbernen Vogel (citato in KHIF) |
|                        | Allegri (Verona) 3 stelle (5 raggi) di argento poste su i 3 scacchi di azzurro di una fascia scaccata di argento e di azzurro di 7 pezzi su - 3 pali di argento su azzurro (citato in LEOM) |
|                        | Allegri (Cesena) (la blasonatura non è stata ancora caricata) (citato in BLCW) Immagine in Blasone Cesenate. |
|                        | Allegri Fornai (Toscana) (DE) In Gold 1 silbernes Fabelwesen (geflügelte Schlange?) (citato in KHIF) |
|                        | Allegroni (Firenze) Partito: nel 1º d'oro, all'aquila di nero, coronata del campo, uscente dalla partizione; nel 2º fasciato ondato d'argento e di nero; il tutto abbassato sotto il capo dell'Impero (citato in ASFI) |
|                        | Alli (Firenze) Troncato: nel 1º di rosso, a tre lettere S maiuscole, ordinate in fascia, d'oro; nel 2º d'argento, a tre stelle a otto punte d'azzurro, 2.1; il tutto abbassato sotto il capo di rosso, caricato della croce d'argento, e con la bordura d'azzurro, caricata di una corda di agli d'argento alias D'oro, al leone di rosso, posto in mezzo a tre stelle a sei punte d'azzurro, 2.1; con il capo di rosso, caricato di tre lettere S maiuscole, ordinate in fascia, d'oro, e con la bordura d'azzurro, caricata di una corda di agli d'argento; il tutto abbassato sotto il capo di rosso attraversante sulla bordura e caricato della croce d'argento (citato in ASFI) |
|                        | Alli (Firenze) (troncato: nel 1° di rosso, a tre lettere S maiuscole di nero, male ordinate; nel 2° d'argento, a tre stelle a sei punte d'azzurro; il tutto abbassato sotto un capo d'argento caricato di una croce di rosso) (Immagine nella Raccolta stemmi Topoguz.) |
|                        | Alli (Roma) (la blasonatura non è stata ancora caricata) (citato in UNFE) Immagine nella Biblioteca Estense Universitaria (id. 3116). |
|                        | Alli Maccarani (Firenze) spaccato di rosso e d'argento: nel 1º a tre S maiuscole male ordinate d'oro; nel 2º a tre stelle d'azzurro di 8 raggi poste 2, 1; al capo cucito di rosso alla croce d'argento, e la bordura d'azzurro seminata di agli al naturale. Lo scudo accollato all'aquila imperiale. Corona marchionale Cimiero: un braccio vestito di rosso armato di spada Motto: Sacrum Senatum servavit (citato in SPRE – Vol. I pag. 359) |
|                        | Alli Maccarani (Firenze) troncato: nel 1º di rosso a tre S maiuscole d'oro male ordinate; nel 2º d'argento a tre stelle di sei raggi d'azzurro Cimiero: un braccio armato al naturale tenente una spada Motto: Sacrum Senatum servavit (citato in SPRE – Vol. I pag. 359) alias 3 lettere S maiuscole di oro su rosso - 3 stelle (8 raggi) di azzurro poste 2,1 su argento - capo di Savoja - bordura di azzurro seminata di teste di aglio al naturale (citato in LEOM) |
|                        | Alli Maccarani (Firenze) Partito: nel 1º troncato: a/ di rosso, a tre lettere S maiuscole, ordinate in fascia, d'oro, b/ d'argento, a tre stelle a sei punte d'azzurro, 2.1; il tutto abbassato sotto il capo di nero, caricato della croce d'argento; nel 2º troncato: a/ di rosso, a tre crescenti montanti, ordinati in fascia, d'oro, b/ d'azzurro, al leone leopardito d'oro (citato in ASFI) |
|                        | Alli-Maccarani (Roma, Nizza) Titolo: marchesi; consignori di Peglione, Toetto Scarena Troncato, al 1° di rosso, a tre S d'argento, ordinate in fascia, al 2° d'argento, a tre stelle di rosso alias Troncato, al 1° di rosso, a tre S d'oro, male ordinate, al 2° d'argento, a tre stelle (6) d'azzurro, 2, 1 alias Troncato, al 1° di rosso, a tre S d'argento, ordinate in fascia, al 2° d'argento, a tre stelle d'azzurro Motto: Sacrum Senatum servavit (citato in SUBL) |
|                        | Alliaga di rosso al palmizio di verde sostenuto da due leoni d'oro affrontati (citato in SPRE – Vol. I pag. 360 e Vol. IX pag. 205) |
|                        | Alliaga Gandolfi e Alliaga di Ricaldone (Fossano, Milano) Titoli: Conte di Borghetto, Montegrosso e Pornasio; Conte di Ricaldone partito: nel 1º di rosso al palmizio di verde sostenuto da due leoni d'oro affrontati (Alliaga); nel 2º troncato di rosso e di verde, al leone coronato di oro attraversante (Gandolfi) (citato in SPRE – Vol. I pag. 360 e Vol. IX pag. 205 e in SUBL) 2 leoni controrampanti di oro a un albero di palma sradicato di verde su rosso - leone rampante coronato di oro su troncato di rosso e di verde (citato in LEOM) |
|                        | Alliata (Palermo) Titolo: principe di Valguarnera, Gravina; signore di Ganci, Roseni ed Erbebianche, Vicaretto, Artesinella, Canali e Mandra del Piano, Albavuso, Fiume di Mendola o Collotorto; barone di Buzzetta e Marcato del Fegotto; marchese di S. Lucia, d'oro, a tre pali di nero (citato in SPRE – Vol. I pag. 360) 3 pali di nero su oro (citato in LEOM) d'oro, a tre pali di nero. Lo scudo accollato all'aquila bicipite spiegata di nero, membrata, imbeccata e sormontata dalla corona imperiale d'oro (citato in Mango e in NBSC) (Cenno storico in Famiglie nobili di Sicilia (archiviato dall'url originale il 7 aprile 2017).) |
|                        | Alliata (Pisa) D'oro, a tre pali di nero (citato in ASFI) |
|                        | Alliata (Palermo) Titolo: principe di Villafranca, Ucria, Montereale, Buccheri, Castrorao, Trecastagne; duca di Salaparuta, Saponara; barone di Mastra, Pedara, Consorto, Santa Domenica, Morbano, Vicaretto, dello Sollazzi di Salomone; signore di Mirii, Gurafi Occidentale, Mangiavacca, Viagrande, Ucria, Castrorao, Trecastagne, Villafranca, di Taya (già S. Adriano), di S. Anna e di Salaparuta, Castro Engii, Manchi, Caropipi (Valguarnera), Assoro inquartato: al 1º d'oro alla pianta di ruta, di verde (Paruta); al 2º di azzurro, alla pianta di frumento spicata di tre pezzi d'oro, nodrita in una zolla al naturale, la pianta accostata da due leoni d'oro, affrontati (Di Giovanni); al 3º di rosso, a due spade abbassate, decussate e accompagnata da quattro rotelle di sperone, il tutto d'oro (Morra); al 4º d'argento, a due fasce di rosso (Valguarnera); sul tutto, partito di Alliata, che è: di oro, a tre pali di nero, e di Bazan, che è: ripartito di due tiri e troncato di tre di nero, e d'argento con la bordatura di porpora caricata di otto crocette d'oro, decussate (citato in SPRE – Vol. I pag. 360 e in NBSC) 3 pali di nero su oro - scaccato (12 pezzi) di nero e di argento - bordura di viola caricata di 8 crocette di Sant'Andrea tutto su scudetto su - pianta di ruta sradicata di verde su oro - 3 spighe di oro su terrazzo al naturale su azzurro - 2 leoni controrampanti di oro verso le spighe su azzurro - 2 spade incrociate punte al basso accantonate da 4 rotelle di sperone tutto di oro su rosso - 2 fasce di rosso su argento (citato in LEOM) Supporto: l'aquila bicipite, spiegata di nero, membrata, imbeccata e sormontata dalla corona imperiale d'oro (Cenno storico in Famiglie nobili di Sicilia (archiviato dall'url originale l'11 ottobre 2017).) |
|                        | Allievi o Allevi (Lombardia) Titolo: marchesi di Premenugo di Settala, signori di Orfengo Di rosso, alla madia d'oro, con il capo d'argento, carico di un braccio vestito di verde, impugnante con la mano di carnagione un semivolo di nero (citato in SUBL) |
|                        | Allighieri (Firenze) d'azzurro, al semivolo d'argento (Immagine nella Raccolta stemmi Trippini (JPG).) |
|                        | Allighieri (Toscana) (DE) Blau-rot gespalten und überdeckt von 1 silbernen Balken (citato in KHIF) |
|                        | Allinges Titolo: Signori di Pasco Di rosso alla croce d'oro Motto: Sans variuer (citato in SUBL) |
| immagine da modificare | Allione o Allioni o Alione o Aglione (Savigliano, Borgo San Dalmazzo) Titolo: signore di Brondello; conte di Brondello d'azzurro, al grifone (passante) d'argento; col capo d'oro, carico di tre stelle di rosso, ordinate in fascia (citato in DAlena, in SUBL e in ARCN) Cimiero: un leone rampante d'oro impugnante un'insegna lacera di sinoppio, fasciata d'oro, divisa in scartocchio d'argento a lettere di sabbia Motto: Quanto più lacera tanto più bella - Virtus ardua petit |
|                        | Allioni (Borgo San Dalmazzo) Titolo: Conti di Brondello D'azzurro, al grifo d'argento, con il capo d'oro carico di tre stelle di rosso ordinate in fascia Motto: Quanto lacera più tanto più bella - Virtus ardua petiti (citato in SUBL) |
|                        | Allioni (Montalto Dora, Torino) Titolo: Conti di Brondello D'azzurro, al grifo d'argento, con il capo d'oro carico di tre stelle di rosso ordinate in fascia Motto: Quanto lacera più tanto più bella - Virtus ardua petiti (citato in SUBL) |
|                        | Alloa (Pinerolo) D'azzurro, a due bande d'argento, ciascuna carica di tre allodole, al naturale (citato in SUBL) |
|                        | Allodi o Allodio (Villafalletto, Savigliano) Titolo: signori di Torretta di Casteldelfino Di rosso, a due rami d'alloro, posti in palo, uno accanto all'altro, al naturale, con la fascia di verde, orlata d'oro, attraversante e carica di tre stelle pure d'oro, con il capo d'oro, carico di un'aquila bicipite di nero (citato in SUBL) |
|                        | Allois o Allois de La Salcette (Savoulx) D'argento, allo scaglione di verde, con il capo d'azzurro, carico di una crocetta d'argento (citato in SUBL) |
|                        | Alloqui o Olloqui (Sicilia) d'oro, a tre sbarre di nero, e la bordura di rosso (citato in Mango) |
|                        | Allori (Firenze) D'argento, al bue coricato di nero, attraversante un monte di tre cime d'oro, sostenente un albero al naturale (citato in ASFI) |
|                        | Allotta (Sicilia) scaccato d'oro e di rosso (punti equipollenti ?) (citato in Mango) |
|                        | Alluminati (Pistoia, Firenze) Di..., alla fontana zampillante al naturale (citato in ASFI) |
|                        | Alluodi (Firenze) Trinciato cuneato d'argento e di nero (citato in ASFI) (DE) Silber-schwarz schräggeteilt im Zahnschnitt (citato in KHIF) |

### Alm
| Stemma                  | Casato e blasonatura |
| ----------------------- | --- |
|                         | Almadiani (Viterbo) (la blasonatura non è stata ancora caricata) |
|                         | Almadiani (Viterbo) (la blasonatura non è stata ancora caricata) (immagine dello Stemmario reale di Baviera.) |
|                         | Almaneschi o Almanneschi (Toscana) (DE) Rot-blau geteilt, oben innerhalb 1 goldenen Spickelschildbords 1 schreitender goldener Löwe (citato in KHIF) |
|                         | Almaneschi o Almanneschi (Toscana) (DE) Innerhalb 1 silbernen Spickelschildbords rot-blau geteilt, oben 1 schreitender silberner Löwe (citato in KHIF) |
|                         | Almeida (Sicilia) di rosso con sei bisanti d'oro ordinati 2, 2 e 2 (citato in NBSC) (Cenno storico in Famiglie nobili di Sicilia (archiviato dall'url originale il 12 febbraio 2018).) |
|                         | Almeni (Firenze) Trinciato d'argento e d'azzurro, alla banda dell'uno all'altro, munita di sei denti falcati, tre d'azzurro uscenti dal bordo superiore della stessa a sinistra, e tre d'argento uscenti dal bordo inferiore della stessa a destra; il tutto accompagnato in capo da una rosa di rosso (citato in ASFI) (DE) Silber-blau bogenförmig nach oben schräggeteilt, darin 1 bogenförmig nach oben gebogener, in der linken Hälfte angehackter Schrägbalken in verwechselten ... (citato in KHIF) alias Trinciato d'argento e d'azzurro, alla banda dell'uno all'altro, munita di sei denti falcati, tre d'azzurro uscenti dal bordo superiore della stessa a sinistra, e tre d'argento uscenti dal bordo inferiore della stessa a destra; il tutto accompagnato in capo da una rosa di rosso, il tutto abbassato sotto il capo di Santo Stefano (citato in ASFI)                                                       |
|                         | Almenni (Perugia) (la blasonatura non è stata ancora caricata) (citato in UNFE) Immagine nella Biblioteca Estense Universitaria (id. 7290). |
|                         | Almerici (Cesena) troncato: nel 1º d'azzurro al cane levriere passante d'argento; nel 2º trinciato di rosso e di verde (citato in SPRE – Vol. I pag. 362) cane levriero passante di argento su azzurro - trinciato di rosso e di verde (citato in LEOM) |
|                         | Almerici (Cesena) (la blasonatura non è stata ancora caricata) (citato in BLCW) Immagine in Blasone Cesenate. |
|                         | Almerici d'oro, al leone rampante di verde (citato in MONT – pag. 152) |
|                         | Almerici di Pesaro (Cesena) (la blasonatura non è stata ancora caricata) (citato in BLCW) Immagine in Blasone Cesenate. |
|                         | Almerigo de Castellis (Veneto) Leopardo illeonito (citato in DAlena) |
|                         | Almici (Brescia) troncato: nel 1º d'argento alla fede di carnagione posta in fascia impugnante due palme di verde; nel 2º palato di rosso e di verde (citato in GUCA – pag. 253 e in DAlena) |
|                         | Almirante (Napoli) Titolo: duca di Cerza Piccola partito: nel 1º d'oro ad una lanterna di rosso; nel 2º di rosso a due ancore d'oro poste in croce di S.Andrea (citato in SPRE – Vol. I pag. 362, in DAlena e in PRTS, (Dizionario delle famiglie nobili italiane e straniere)) lanterna di rosso su oro - 2 ancore incrociate di oro su rosso (citato in LEOM) |
|                         | Almonte (Bra) D'argento, alla sbarra a spinapesce, di rosso, con il capo d'oro, cucito, carico di un'aquila coronata, di nero (citato in SUBL) |
|                         | Almstein (Trieste) Titolo: Nobile dell'I. A. d'oro alla banda d'azzurro caricata di tre vespe d'oro ricorrentisi ed accompagnata in capo da una ancora d'acciaio a 3 uncini, nella quale si intrecciano una spada d'argento manicata di oro ed una alabarda al naturale, poste in decusse, ed in punta dal monte di verde nascente da una campagna dello stesso e coperto nella cima da una pietra d'argento (citato in SPRE – Vol. I pag. 362 e Vol. IX pag. 205) 3 vespe di oro viste di dorso su banda di azzurro nel senso della banda su oro - ancora di acciaio incrociata ad alabarda al naturale e a una spada di argento su oro in alto a destra - monte di verde uscente da campagna dello stesso cimato da pietra rettangolare al naturale in basso a sinistra su oro (citato in LEOM) Cimiero: una stella d'oro (6) fra due semivoli troncati, quello a destra d'azzurro e oro, quello di sinistra d'oro e d'azzurro |
| (disegno da correggere) | Almunia Bordalonga (Valenza) inquartato in decusse: nel 1º e 4º d'oro a tre alberi nodriti sopra un ristretto di terreno erboso, quello di mezzo più alto, il tutto al naturale; nel 2º e 3º d'azzurro al semivolo, rispettivamente destro e sinistro, d'oro (citato in SPRE – Vol. IX pag. 205) 3 alberi al naturale su terrazzo di verde su oro il centrale più alto - ala destra e sinistra di oro su azzurro (citato in LEOM) |

### Aln
| Stemma | Casato e blasonatura                                                              |
| ------ | --------------------------------------------------------------------------------- |
|        | Alneto (Napoletano) (la blasonatura non è stata ancora caricata) (citato in NBNA) |

### Alo
| Stemma | Casato e blasonatura |
| ------ | --- |
|        | Aloè (Cosenza) D'argento all'albero di rosso fogliato di verde uscente dalla punta (citato in DAlena e in BLCL) |
|        | Aloi (Sicilia) d'azzurro, all'albero d'oro, accostato da due leoni coronati dello stesso, ed il sole d'oro nel capo (citato in Mango) d'azzurro con un albero d'oro accostato da due leoni coronati dell'istesso metallo sormontato da un sole d'oro (citato in NBSC) (Cenno storico in Famiglie nobili di Sicilia (archiviato dall'url originale il 12 febbraio 2018).) |
|        | Aloia (Napoletano) (la blasonatura non è stata ancora caricata) (citato in NBNA) |
|        | Aloidii (Cesena) (la blasonatura non è stata ancora caricata) (citato in BLCW) Immagine in Blasone Cesenate. |
|        | Aloigi (Assisi) Gatto (citato in DAlena) |
|        | Aloigi Migliorati (Città di castello, Sansepolcro) Partito: nel 1º d'azzurro, al leone rivolto al naturale, sormontato dal sole d'oro; nel 2º di rosso, alla testa e collo di cavallo rivolto d'argento, accompagnato in capo dalla croce di Santo Stefano (citato in ASFI) |
|        | Aloisi (Roma) d'azzurro alla fortuna d'argento col piede destro appoggiato ad una ruota d'oro e sostenente colla mano destra un'ancora d'argento; al capo d'argento colla crocetta d'azzurro bandata d'oro (citato in SPRE – Vol. I pag. 363) figura della Fortuna vestita di argento su ruota di oro tenente con la destra di carnagione una ancora di argento su azzurro - crocetta di azzurro caricata di 3 bande di oro su argento in capo (citato in LEOM) Motto: Ademi fortuna, coecitatem |
|        | Aloisi di azzurro alla banda doppiomerlata d'oro accompagnata da due stelle di 8 raggi d'oro, una in capo, l'altra in punta (citato in SPRE – Vol. II pag. 226) |
|        | Aloisi (Cesena) (la blasonatura non è stata ancora caricata) (citato in BLCW) Immagine in Blasone Cesenate. |
|        | Aloisi o Orlati (Cesena) (la blasonatura non è stata ancora caricata) (citato in BLCW) Immagine in Blasone Cesenate. |
|        | Aloisii (Perugia) (la blasonatura non è stata ancora caricata) (citato in UNFE) Immagine nella Biblioteca Estense Universitaria (id. 4929). |
|        | Aloisio (Sicilia) Titolo: barone di Langalanti; signore di Mirto, Crapisuso, Belmonte, Miriliri, Fazana, Fraganoni d'oro, a quattro pali di rosso, ed il leone d'oro broccante sul tutto (citato in Mango) d'oro con quattro pali di rosso ed un leone d'oro broccante sul tutto. Corona di Barone (citato in NBSC) (Cenno storico in Famiglie nobili di Sicilia (archiviato dall'url originale il 12 febbraio 2018).)                                                                           |
|        | Alopa (Napoli) Gru (citato in DAlena) |
|        | Alope (Napoletano) (la blasonatura non è stata ancora caricata) (citato in NBNA) |
|        | Aloqui (Sicilia) d'oro con tre sbarre nere e la bordura di rosso (citato in NBSC) (Cenno storico in Famiglie nobili di Sicilia (archiviato dall'url originale il 12 febbraio 2018).) |
|        | Alotto o Alotti (Sicilia) d'azzurro, alla banda di tre tiri di nero e d'argento (citato in Mango e in NBSC) alias partito d'uno, spaccato di due, d'argento e di rosso (citato in Mango) (Cenno storico in Famiglie nobili di Sicilia (archiviato dall'url originale il 12 febbraio 2018).) |

### Alp
| Stemma | Casato e blasonatura |
| ------ | --- |
|        | Alpago (Padova) Titolo: Nobile partito: al 1º d'azzurro; al 2º d'argento al ramo d'alloro di verde (citato in SPRE – Vol. I pag. 363) azzurro pieno - ramo di alloro di verde posto in palo su argento (citato in LEOM) |
|        | Alpago Novello (Belluno, Feltre) Titolo: Nobile partito: a) ripartito al 1º d'azzurro; al 2º d'argento al ramo d'alloro di verde (di Alpago); b) d'oro, alla fascia squamata d'argento di due file, le squame caricate di una codetta di armellino di nero (di Novello) (citato in SPRE – Vol. I pag. 363) azzurro pieno - ramo di alloro di verde posto in palo su argento - fascia squamata di argento (2file) caricata di code di armellino su oro (citato in LEOM) |
|        | Alpanzasi (Montiglio) D'argento, al capo partito di rosso e d'azzurro (citato in SUBL) |
|        | Alpini (Torino) Titolo: consignori di Alpignano D'oro, al monte di verde (citato in SUBL) |
|        | Alpini (Centallo) Titolo: conti di Veveri, Vignolo Di rosso, al monte d'argento, carico di un monte di verde (citato in SUBL) |
|        | Alpucche (Sicilia) d'oro con cinque foglie di vite verde, situate in croce di S. Andrea (citato in NBSC) (Cenno storico in Famiglie nobili di Sicilia (archiviato dall'url originale il 12 febbraio 2018).) |

### Alt
| Stemma | Casato e blasonatura |
| ------ | --- |
|        | Altacima (Sicilia) d'oro, all'albero di pino di verde. Corona di barone (citato in Mango e in NBSC) (Cenno storico in Famiglie nobili di Sicilia (archiviato dall'url originale il 12 febbraio 2018).) |
|        | Altamer (Arco, Trento) Titolo: Nobile del S.R.I. inquartato: nel 1º e 4º tagliato di nero e d'argento al leone d'oro sul nero e di rosso sull'argento; nel 2º e 3º di rosso alla banda d'argento (citato in SPRE – Vol. I pag. 363 e Vol. IX pag. 205) leone rampante tagliato di oro e di rosso su tagliato di nero e di argento - banda di argento su rosso (citato in LEOM) Cimiero: quattro penne di struzzo, di rosso, d'argento, di nero e d'oro |
|        | Altan (Lombardia) di rosso, alla fascia d'argento, caricata da un'A di nero (citato in CROL – pag. 11) |
|        | Altan d'argento, all'istrice passante di nero (citato in MONT – pag. 138) |
|        | Altan (Vittorio Veneto) Titoli: Nobile, Conte del S.R.I., Signore di Salvarolo e terre annesse inquartato: al 1º e 4º troncato d'argento alla rosa di rosso, bottonata d'oro, e d'azzurro a tre teste di leopardo d'oro, con la fascia d'oro sulla partizione; al 2º e 3º d'azzurro al monte d'oro (6) all'italiana, sormontato da una mano d'aquila d'argento. Sul tutto di verde, carico di un'aquila al naturale, ferma, rivoltata, coronata d'oro, tenente nel rostro un anello dello stesso. Lo scudo in petto all'aquila bicipite imperiale di nero con corona imperiale d'oro (citato in SPRE – Vol. I pag. 364) aquila di profilo al naturale rivolta coronata di oro tenente nel becco un anello dello stesso su scudetto di verde su - fascia di oro su troncato di argento e di azzurro - rosa di rosso bottonata di oro su argento - 3 teste di leopardo di oro su azzurro poste 2,1 - mano di aquila di argento e monte a 6 cime di oro uscente dalla partizione su azzurro (citato in LEOM) Cimiero: il liocorno al naturale Motto: Droit |
|        | Altani o Althan (Udine, Treviso) scudo ovale con bordura a forma di serpente che si mangia la coda di verde - inquartato al 1° e 4° fascia di oro su troncato di argento e di azzurro - rosa araldica di rosso sull'argento - 3 teste di leone in maestà di oro poste in fascia sull'azzurro - 2° e 3° di azzurro a una collinetta di oro movente dal basso sormontata da una ala spiegata di argento - sul tutto scudetto ovale di argento caricato da una aquila di nero coronata di oro (citato in LEOM) |
|        | Altantedesco (Sicilia) di rosso con una fascia d'oro caricata da una lettera A (citato in NBSC) (Cenno storico in Famiglie nobili di Sicilia (archiviato dall'url originale il 12 febbraio 2018).) |
|        | Altaripa o Altariva (Sicilia) Titolo: barone di Riesi, Cipolla d'argento, a tre monti di verde, battuti dal mare d'argento, fluttuoso d'azzurro (citato in Mango) d'argento con tre monti verdi battuti da onde marine (citato in NBSC) (Cenno storico in Famiglie nobili di Sicilia (archiviato dall'url originale il 12 febbraio 2018).) |
|        | Altavilla Dinastia normanna - Re di Sicilia d'azzurro alla banda scaccata d'argento e di rosso di due fila (citato in RTGL) |
|        | Altavilla o Tavili (Sicilia) Titolo: barone di Canicattini, Raculaesi, Fratemortilla d'azzurro, all'albero di cipresso d'argento, trattenuto da un cane rampante del secondo (citato in Mango) d'azzurro con un albero di cipresso di argento trattenuto da un cane d'argento rampante. Corona di barone (citato in NBSC) (Cenno storico in Famiglie nobili di Sicilia (archiviato dall'url originale il 12 febbraio 2018).) |
|        | Altemps (Roma) Titolo: duca, nobile romano, patrizio napoletano d'azzurro all'ariete saliente di oro (citato in SPRE – Vol. I pag. 364) ariete rampante di oro su azzurro (citato in LEOM) (Immagine nella Raccolta stemmi Trippini (JPG).) d'azzurro, al capro d'oro saliente (citato in GUCA – pag. 113) D'azzurro al capriolo d'oro saliente (citato in DAlena) d'azzurro all'ariete rampante d'oro (citato in NBNA) (la blasonatura non è stata ancora caricata) (citato in UNFE) (immagine in Biblioteca Estense Universitaria (id. 424 e id. 2886). (immagine in Rust, Altemps (PDF).) alias D'azzurro al caprio saliente di argento coronato di nero (citato in Campidoglio, vol. I, pag. 41) Motto: Ipse dux ipse miles Notizie storiche in Nobili napoletani. |
|        | Altenburger (Bolzano) inquartato: nel 1º e 4º trinciato di nero e di rosso da una banda ondata mareggiata d'argento, carica di un cefalo nuotante al naturale, accompagnata in capo da un leone illeopardito d'oro, linguato di rosso, con la coda bifida; nel 2º d'azzurro alla pietra miliare d'argento, posta di profilo verso sinistra e movente dalla campagna di verde;nel 3º d'azzurro alla collina d'argento movente dalla campagna di verde e sostenente una pianta di palma al naturale (citato in SPRE – Vol. IX pag. 206) leone passante coda bifida di oro su nero - pesce cefalo al naturale in banda su fiume - rosso pieno - pietra miliare di argento su terrazzo di verde su azzurro - pianta di palma al naturale su collinetta di argento su terrazzo di verde su azzurro (citato in LEOM) Cimieri: due: il 1º un leone d'oro; il 2º un uomo barbuto vestito di bianco, con una tunica sovrapposta a maniche corte di rosso, la mano sinistra appoggiata al fianco e la destra tenente una lancia al naturale; la testa cinta da una fascia tessuta d'oro e di nero e svolazzante verso sinistra Svolazzi: a sinistra d'oro e di nero; a destra d'argento e d'azzurro |
|        | Alterio (Napoletano) d'azzurro, al castello aperto e finestrato di nero, con un braccio umano uscente dalla merlatura e recante una bandiera; il tutto d'argento. Il castello è accompagnato da tre gigli d'oro posti uno a destra, uno a sinistra ed uno nella punta dello scudo (citato in NBNA e in STVS) |
|        | Alterio (Napoletano) (la blasonatura non è stata ancora caricata) (citato in NBNA) |
|        | Altesi (Siena) D'argento, al leone d'azzurro, coronato di... alias D'argento, al leone di nero, coronato di rosso (citato in ASFI) |
|        | Althan (Austria, Napoli) Titolo: patrizio Napoletano di rosso alla fascia d'oro caricata della lettera A capitale di nero (citato in SPRE – Vol. I pag. 365 e in PRTS) lettera A maiuscola di nero su fascia di oro su rosso (citato in LEOM) |
|        | Althan (Napoletano) (la blasonatura non è stata ancora caricata) (citato in NBNA) |
|        | Altieri (Roma) Titoli: Principe di Oriolo, Principe Altieri, Nobile Romano, Coscritto, Principe di Viano, Duca di Monterano, Nobile di Ancona, Patrizio Genovese, N. U., N. D., Patrizio Veneto, trattamento di Don e Donna ) d'azzurro a 6 stelle d'argento a 8 punte disposte 3, 2, 1: filiera inchiavata d'azzurro e d'argento (citato in SPRE – Vol. I pag. 365 e Vol. IX pag. 207, in GUCA - pag. 263 e 395 (d'azzurro, a 6 d'argento poste 3, 2, 1 colla filiera dentata del medesimo) e in MONT - pag. 128) D'azzurro a 6 stelle d'argento poste 3, 2, 1 colla filiera dentata del medesimo (citato in DAlena) 6 stelle (8 raggi) di argento poste in piramide rovesciata su azzurro - filiera inchiavata di argento su azzurro (citato in LEOM) (la blasonatura non è stata ancora caricata) (citato in UNFE) Immagine nella Biblioteca Estense Universitaria (id. 3199). D'azzurro a sei stelle d'argento poste 3. 2. 1. con la filiera del medesimo (citato in Campidoglio, vol. I, pag. 42, immagine su Rust, Altieri (PDF).) Motto: Tanto auto quanto se puote |
|        | Altieri (Nizzardo) D'azzurro, a sei stelle d'argento, 3, 2, 1, con la bordura indentata, dello stesso (citato in SUBL) |
|        | Altieri (Cesena) (la blasonatura non è stata ancora caricata) (citato in BLCW) Immagine in Blasone Cesenate. |
|        | Altieri (Sicilia) d'azzurro con sei bisanti d'oro ordinati 3, 2 e 1 e la bordura dentata d'argento e di rosso (citato in NBSC) (Cenno storico in Famiglie nobili di Sicilia (archiviato dall'url originale il 12 febbraio 2018).) |
|        | Altimari (Abruzzo) (la blasonatura non è stata ancora caricata) (citato in DAlena) |
|        | Altissima (Sicilia) d'azzurro, sparso di stelle d'oro (citato in Mango e in NBSC) (Cenno storico in Famiglie nobili di Sicilia (archiviato dall'url originale il 12 febbraio 2018).) |
|        | Altogradi (Lucca) D'argento, graticolato d'azzurro, a una mosca d'ermellino di nero posta in ciascun interstizio (citato in ASFI) |
|        | Altomare (Napoletano) (la blasonatura non è stata ancora caricata) (citato in NBNA) |
|        | Altonati (Abruzzo) Spaccato nel 1° d'azzurro alla stella di otto raggi d'oro; nel 2° scaccato d'argento ed azzurro, partito e spaccato di tre (citato in DAlena) |
|        | Altovici (Cesena) (la blasonatura non è stata ancora caricata) (citato in BLCW) Immagine in Blasone Cesenate. |
|        | Altoviti (Firenze) di nero, al lupo rapace d'argento armato, linguato e illuminato di rosso (citato in GUCA – pag. 53 e pag. 350, in MONT - pag. 45, in DAlena e in ASFI) (DE) In Schwarz 1 rotgezungter silberner Hund (citato in KHIF) (Immagine nella Raccolta stemmi Trippini (JPG).) |
|        | Altoviti (Napoli) (la blasonatura non è stata ancora caricata) (citato in UNFE) Immagine nella Biblioteca Estense Universitaria (id. 3571). |
|        | Altoviti-Avila (Firenze) inquartato: nel 1º e nel 4º di nero al lupo rampante di argento armato linguato e illuminato di rosso; nel 2º e 3º di azzurro all'aquila d'oro (citato in SPRE – Vol. I pag. 366) lupo rampante di argento su nero - aquila di oro su azzurro (citato in LEOM) Cimieri: 1. un vecchio nascente di profilo con lunga barba, tenente un nastro col 1º motto; 2. il lupo col 2º motto; 3. una gru col 3º motto Motti: 1. Et avi numerantur avorum; 2. Robore intuituque; 3. Esto vigilans |

### Alu
| Stemma | Casato e blasonatura |
| ------ | --- |
|        | Alù o Alò (Sicilia) di rosso, all'anitra d'argento (citato in Mango) alias di rosso con un'anitra d'argento con becco e piedi d'oro (citato in NBSC) (Cenno storico in Famiglie nobili di Sicilia (archiviato dall'url originale il 12 febbraio 2018).)                       |
|        | Alucci (Napoletano) (la blasonatura non è stata ancora caricata) (citato in NBNA) |
|        | Aluccio (Molise) (la blasonatura non è stata ancora caricata) (citato in DAlena) |
|        | Alucingola (Lucca) (la blasonatura non è stata ancora caricata) (citato in UNFE) Immagine nella Biblioteca Estense Universitaria (id. 2766). |
|        | Aluffi (Castelnuovo Calcea, Costigliole d'Asti) D'argento, alla banda d'azzurro, carica di tre gigli d'oro, a piombo, accompagnata da due leoni di rosso Motto: Praestantissima rerum virtus (citato in SUBL)                                                                 |
|        | Aluffi (Roma) Diviso nel primo d'oro a due bovi giacenti d'argento, nel secondo d'oro a tre bande di azzurro (citato in Campidoglio, vol. I, pag. 43, immagine in Rust, Aluffi (PDF). URL consultato il 6 aprile 2017 (archiviato dall'url originale il 5 marzo 2016).)       |
|        | Aluffi Pentini (Roma) spaccato: nel 1º d'oro a 2 buoi al naturale giacenti sopra un terreno di verde, nel 2º d'oro a 3 bande d'argento (citato in SPRE – Vol. I pag. 367) 2 buoi al naturale sdraiati su terreno di verde su oro - 3 bande di argento su oro (citato in LEOM) |
|        | Alunno (Napoletano) (la blasonatura non è stata ancora caricata) (citato in NBNA) |

### Alv
| Stemma | Casato e blasonatura |
| ------ | --- |
|        | Alvarez Calderon (Spagna) troncato, al primo d'azzurro al pellicano d'argento nel suo nido, con la pietà di rosso; al secondo di rosso al leone d'oro (citato in SPRE – Vol. I pag. 367) pellicano al naturale con la sua pietà di rosso su azzurro - leone rampante di oro su rosso (citato in LEOM) |
|        | Alvarez de Castro (Roma) Titolo: Nobile partito: nel 1ºd'oro, a 13 palle azzurre, poste 3, 3, 3, 3, 1, col canton destro del capo d'azzurro, caricato di una stella d'oro; nel 2º d'azzurro, all'albero di palma d'oro, sostenente un corvo sorante, al naturale (citato in SPRE – Vol. IX pag. 207) 13 palle di azzurro su oro poste 3, 3, 3, 3, 1 - stella (5 raggi) di oro su quartier franco destro in alto di azzurro - albero di palma di oro sradicato cimata da corvo di nero su azzurro (citato in LEOM) Cimiero: un leone nascente d'oro, caricato nel petto di sette palle d'azzurro, poste 2, 3, 2 |
|        | Alvarez de Toledo o Toledo (Napoli, Madrid) Titolo: principe di Montalbano duca di Ferrandina, duca di Montalto, conte di Adernò, conte di Caltabellotta, conte di Collesano, conte d'Alba, signore di Caltavuturo e delle due Petralie, duca di Bidona, conte di Sclafani , Grande di Spagna di prima classe, patrizio napoletano partito di due tiri e troncato di tre, d'azzurro e d'argento (citato in SPRE – Vol. I pag. 367) alias scaccato di otto punti d'azzurro equipollenti a sette d'argento (citato in Mango e in NBSC) scaccato di azzurro e di argento (15 pezzi : 3 x 5 ) (citato in LEOM) scaccato partito di due e spaccato di quattro linee a sette scacchi d'argento e otto d'azzurro (citato in NBNA) alias scaccato di quindici pezzi d'argento e d'azzurro (citato in PRTS) (Cenno storico in Famiglie nobili di Sicilia (archiviato dall'url originale l'11 febbraio 2018).) Ulteriori notizie storiche in Nobili napoletani. |
|        | Alvarez di Villafranca (Napoletano) (partito: nel 1º ripartito d'azzurro e d'argento, a due fasce dell'uno nell'altro; nel 2º d'oro, a due lupi passanti di rosso l'uno sull'altro) (citato in NBNA) |
|        | Alveri (Sicilia) d'azzurro con due ali d'oro accompagnate in capo da tre stelle pur di oro ordinate in fascia (citato in NBSC) (Cenno storico in Famiglie nobili di Sicilia (archiviato dall'url originale il 12 febbraio 2018).) |
|        | Alvi (Todi) d'azzurro al leone d'oro tenente con le branche superiori una rosa gambuta e fogliata d'argento, e sormontato da un giglio d'oro (citato in SPRE – Vol. IX pag. 208) leone rampante di oro rosa stelata di argento tra le anteriori su azzurro - giglio di oro in alto su azzurro (citato in LEOM) |
|        | Alviani (Sicilia) d'azzurro, al leone d'argento con la testa rivoltata, guardante una stella d'argento situata nell'angolo sinistro del capo. Corona di barone (citato in Mango) d'azzurro con un leone d'argento che guarda indietro una stella d'argento situata nell'angolo sinistro del capo. Corona di barone (citato in NBSC) (Cenno storico in Famiglie nobili di Sicilia (archiviato dall'url originale il 12 febbraio 2018).) |
|        | Alviano o D'Alviano (Abruzzo) Partito: nel 1° di rosso alla croce d'argento [gentilizio d'Alviano]; nel 2° troncato: a) d'argento alla rosa di rosso, b) d'argento a tre bande di rosso, col capo d'Anguillara d'oro, caricato di un'anguilla ondeggiante di verde (alias d'azzurro) [Orsini] (citato in DAlena) |
|        | Alvino (Napoletano) (la blasonatura non è stata ancora caricata) (citato in NBNA) |
|        | Alvito (Napoletano) (la blasonatura non è stata ancora caricata) (citato in NBNA) |
|        | Alvitreti (Ascoli Piceno) d'oro al palmizio nodrito sulla cima di un monte di tre colli all'italiana, il tutto di verde. Capo d'Angiò (citato in SPRE – Vol. I pag. 368) albero di palma su monte a 3 cime uscente dalla punta tutto di verde su oro - capo d'Angiò (citato in LEOM) |
|        | Alvodi (Toscana) (DE) Silber-schwarz schräggeteilt im Zahnschnitt (citato in KHIF) |

### Alz
| Stemma | Casato e blasonatura |
| ------ | --- |
|        | Alzanello o Uczinellis (Sicilia) d'azzurro, alla ruota d'oro (citato in Mango e in NBSC) (Cenno storico in Famiglie nobili di Sicilia (archiviato dall'url originale il 12 febbraio 2018).) |
|        | Alzate (la blasonatura non è stata ancora caricata) (citato in DAlena) |
|        | Alzetta (Friuli) Titolo: barone D'azzurro, a tre stelle d'oro a otto punte (citato in GADFNI) Motto: Altiora! |
|        | Alziari (Nizza) di rosso alla torre d'oro, col capo d'argento, carico di un'aquila coronata di nero (citato in SPRE – Vol. IX pag. 208) torre di oro su rosso - aquila coronata di nero su argento in capo (citato in LEOM) |
|        | Alziari o Alziary (Nizza, Roccasterone) D'argento, alla lucertola di verde, posta in palo, con il capo d'azzurro, carico di tre stelle, d'oro (citato in DAlena e in SUBL) alias Di rosso alla torre d'oro, sormontata da un'aquila coronata, di nero, cucita alias Di rosso alla torre d'oro, con il capo d'argento, carico di un'aquila di nero, coronata dello stesso (citato in SUBL) |